# 노크: 초대받지 않은 손님
《노크: 초대받지 않은 손님》(영어: The Stangers: Prey at Night)은 미국의 2018년 슬래셔 영화이다. 《노크: 낯선 자들의 방문》(2008)의 속편이자 스트레인저스 영화 시리즈 두 번째 작품이다. 요해너스 로버츠가 연출을, 브라이언 버티노와 벤 키타이가 각본을 맡았다.
미국에서는 2018년 3월 9일에, 대한민국에서는 2018년 10월 11일에 개봉되었다.
2024년 스트레인저스 영화 시리즈 세 번째 작품 《스트레인저스: 챕터1》이 개봉하였다.

## 줄거리
미 전역을 공포에 빠트린 충격 실화!
노크 소리가 들리면 살인 게임이 시작된다!
호숫가 캠핑장으로 휴가를 온 킨지네 가족.
한밤중 복면을 쓴 누군가 캠핑카의 문을 두드린다.
똑.똑.똑.
...죽여도 돼?

## 출연
- 크리스티나 헨드릭스 - 신디 역
- 마틴 헨더슨 - 마이크 역
- 베일리 매디슨 - 킨지 역
- 루이스 풀먼 - 루크 역
- 데이미언 머페이 - 마스크맨 역
- 에마 벨러미 - 돌페이스 역
- 리아 엔슬린 - 핀업 역
- 켄 스트렁크 - 마브 삼촌 역

## 기타 제작진
- 협력 제작: 벤 자크, 벤 키타이